# Château de Berzème
Le château de Berzème est un château situé à Berzème, en France.

## Description
Château pouvant ressembler à un mas, il est aujourd'hui habité par des familles du village. Il se situe à droite de la place de Berzeme et dispose de deux tours rondes sur sa phase sud. Dans celle de droite se trouve un escalier et dans celle de gauche une chapelle.
Il est envisagé d'y créer un musée.

## Localisation
Le château est situé sur la commune de Berzème, dans le département français de l'Ardèche.

## Historique
L'édifice est inscrit au titre des monuments historiques en 1997.